# Enrica Collotti Pischel
Enrica Collotti Pischel (Rovereto, 30 giugno 1930 – Milano, 11 aprile 2003) è stata una storica italiana.

## Biografia
Il padre, Giuliano Pischel, avvocato e saggista, era attivo negli ambienti antifascisti e della Resistenza italiana militando in Giustizia e Libertà; la madre, Gina Fraschini Pischel, era una storica dell'arte. Si laurea nel 1953 in Filosofia all'Università degli Studi di Milano, discutendo con Antonio Banfi una tesi sulle radici storiche e culturali della rivoluzione cinese. Docente di Storia contemporanea all'Università degli Studi di Torino nella prima metà degli anni Settanta, ottiene poi la cattedra di Storia e istituzioni dei paesi afro-asiatici all'Università di Bologna e nel 1982 diventa professore ordinario presso la Facoltà di Scienze politiche dell'ateneo milanese.
Dal 1989 al 2002 collabora con l'annuario voluto da Giorgio Borsa, Asia Major, facendo parte del suo comitato direttivo. Enrica Collotti Pischel si è occupata soprattutto di Asia e in particolare di Cina e Vietnam. Nel 1959 pubblica presso Einaudi Le origini ideologiche della rivoluzione cinese, un testo che introduce in Italia per la prima volta e in maniera organica i temi delle grandi trasformazioni sociali e culturali che avevano investito la Cina a partire dalle ottocentesche guerre dell'oppio fino alla vittoria del Partito comunista di Mao Zedong alla metà del XX secolo.
Un'opera destinata ad assicurare a Enrica Pischel (avrebbe di lì a poco sposato lo studioso della Germania contemporanea Enzo Collotti) un ruolo indiscusso nel novero degli specialisti di Asia. Nel corso degli anni Sessanta, quando cresce in Italia la curiosità e la necessità di essere informati su eventi come il dissidio cino-sovietico, la rivoluzione culturale e la guerra del Vietnam, Enrica Collotti Pischel (diventata ricercatrice dell'Ispi, Istituto per gli studi di politica internazionale, in cui opera tra il 1953 e il 1965, anno in cui venne cacciata per le sue posizioni politiche) è probabilmente la studiosa più documentata e competente della vita politica asiatica di quegli anni.
Esponendo in scritti e conferenze ciò che accade in Asia orientale (sulla stampa del PCI firma con lo pseudonimo di "Silvia Ridolfi" articoli di rilievo), accresce da un lato la simpatia e l'interesse nei confronti della Repubblica popolare cinese e, dall'altro, contribuisce alla mobilitazione contro la guerra americana in Vietnam. In questo contesto, nel 1968 cura per Einaudi "Il Vietnam vincerà: politica, strategia, organizzazione”, un'antologia di scritti di Ho Chi Minh, del generale Võ Nguyên Giáp e di altri esponenti vietnamiti. Nel 1972 viene pubblicata dagli Editori Riuniti la sua opera forse più significativa, quella "Storia della rivoluzione cinese" che sarà più volte riedita e tradotta in varie lingue.
Intellettuale marxista, fa parte negli anni della sua formazione universitaria dell'organizzazione giovanile comunista, la FGCI, ma si iscrive al PCI soltanto nel corso degli anni Settanta; Enrica Collotti Pischel è intervenuta volentieri nel dibattito politico della sinistra italiana, discutendo soprattutto di Cina e di Vietnam ma scrivendo anche di altri paesi dell'Asia e di ulteriori questioni. Legata all'esperienza maoista, di cui è stata per anni in Italia la cronista e l'interprete più significativa, Enrica Collotti Pischel adotta posizioni progressivamente più critiche ed articolate sia nei confronti di Mao sia della Cina postmaoista, in particolare sollevando obiezioni alla condotta di Pechino nel 1979, quando i cinesi danno luogo ad una guerra "punitiva" nei confronti del Vietnam sostenendo nel contempo il regime di Pol Pot in Cambogia.
Pur avanzando riserve sulle riforme volute da Deng Xiaoping a partire dagli anni Ottanta, di cui intendeva i costi sociali, Enrica Collotti Pischel appoggia il nuovo corso cinese inteso come processo necessario alla modernizzazione. Senza pregiudizi, ma con la passione di chi aveva contribuito a costruire in Italia il mito di Mao, guarda con interesse anche alle proteste di piazza Tienanmen, cercando di riconoscere le ragioni dei principali attori di quelle drammatiche giornate e scrivendo articoli e saggi destinati ad essere raccolti con il titolo "Dietro Tien An Men" nel 1990. La sua ultima opera, un anno prima della morte, fu "Cina, la politica estera di uno stato sovrano".
Le è stata intitolata la biblioteca della Facoltà di Scienze politiche dell'Università degli Studi di Milano, in via Conservatorio.